# Lucas Calabrese
Lucas Calabrese (ur. 12 grudnia 1986 w Buenos Aires) – argentyński żeglarz sportowy, brązowy medalista olimpijski z Londynu.
Zawody w 2012 były jego pierwszymi igrzyskami olimpijskimi. Po medal sięgnął w rywalizacji w klasie 470. Partnerował mu Juan de la Fuente.
Indywidualnie zdobył srebro na mistrzostwach świata klasy Optimist w 2000.